# حسگر بیسیم خط قدرت

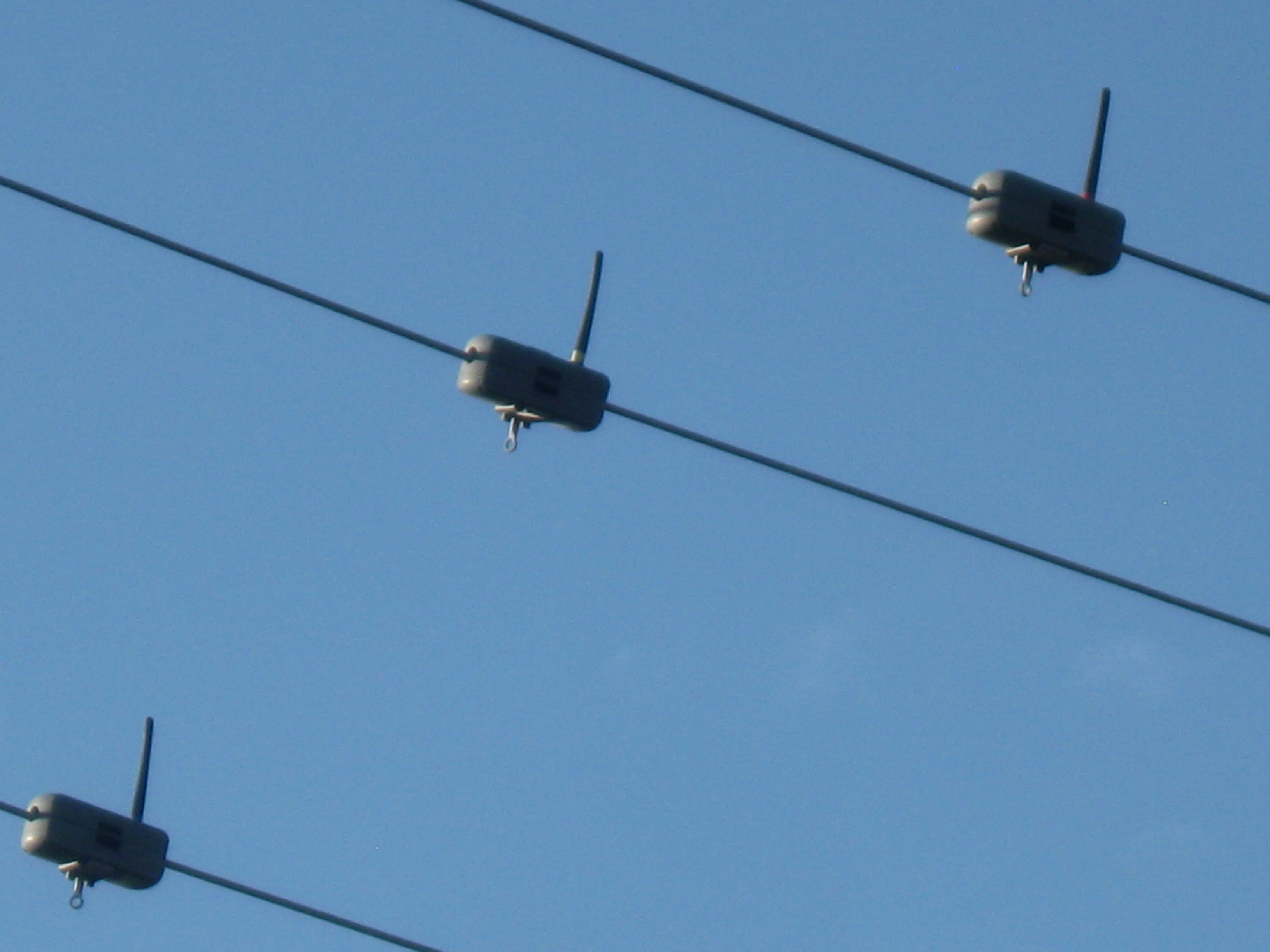
حسگر خط قدرت هوایی بر هر سه فاز خط قدرت ۴۱۶۰ ولتی نصب شده است. این خط قدرت در منطقه مسکونی نزدیک پالو آلتو، کالیفرنیا واقع شده است.

حسگر بیسیم خط قدرت (انگلیسی: Wireless powerline sensor) برای اندازه‌گیری پارامترهای موجود در خط انتقال هوایی استفاده می‌شود. این حسگر پس از اندازه‌گیری داده‌های خود را به صورت بی‌سیم به سیستم جمع‌آوری اطلاعات ارسال می‌کند. در سیم‌های برقی که دارای عایق‌کاری ولتاژ قوی نباشند این حسگر را می‌توان در اطراف آن قرار داد. این حسگر انرژی مورد نیاز خود را اغلب از میدان الکتریکی یا مغناطیسی سیمی که اندازه‌گیری می‌کند تأمین می‌سازد.